# Queyrières
Queyrières é uma comuna francesa na região administrativa de Auvérnia-Ródano-Alpes, no departamento de Alto Loire. Estende-se por uma área de 13,65 km². Em 2010 a comuna tinha 330 habitantes (densidade: 24,2 hab./km²).